# Big Joe Turner
Big Joe Turner, vlastním jménem  Joseph Vernon Turner Jr., (18. května 1911 – 24. listopadu 1985) byl americký bluesový zpěvák. Když mu byly čtyři roky, jeho otec zahynul při železniční nehodě. Zpíval v kostelním sboru, stejně jako na rozích ulic, kde si vydělával peníze. Školu opustil ve čtrnácti letech a tou dobou začal pracovat v nočních klubech, zpočátku jako kuchař, poté jako zpívající barman. Koncem třicátých let začal vystupovat v newyorském klubu Café Society. Později se usadil v Los Angeles, kde vystupoval například v koncertním programu Duka Ellingtona. Úspěchu se mu dostalo v roce 1945 s písní „S.K. Blues“ od Saunderse Kinga. Vydal velké množství dalších singlů a také několik dlouhohrajících alb. V roce 1983 byl posmrtně uveden do Bluesové síně slávy a roku 1987 do Rokenrolové síně slávy.